# Johann August Friedrich Kleemann
Johann Friedrich Kleemann (* 8. September 1754 in Wiedigshof bei Walkenried; † 27. November 1824 in Cönnern) war ein preußischer Bergrat und Oberbergamts- auch Amtsrichter zu Rothenburg an der Saale.

## Leben
Er war der Sohn des Walkenrieder Oberamtmanns Johann Friedrich Kleemann und Enkel von Johann August Kleemann (1693–1756), der das Kloster Walkenried als Oberamtmann gepachtet hatte.  Seine Mutter stammte aus Salza bei Nordhausen und hieß Marie Christine geborene Nebelung (1736–1826). Die Eltern lebten auf dem Wiedigshof bei Walkenried, wo er auch zur Welt kam.
Nach dem Schulbesuch schlug Kleemann eine höhere Beamtenlaufbahn im Dienst des Königs Friedrich II. von Preußen ein.
Sein Vater hinterließ ihn und seinen Geschwistern nach dem Tod 1788 ein beträchtliches Vermögen, darunter eine Tonne Gold.
Kleemann hatte väterlicherseits Ansprüche auf das Schloss Vockstedt bei Artern geerbt. Tatsächlich gelang es der Familie im Jahre 1804, einen Anteil an besagtem Burggut zu erwerben.

## Familie
Er heiratete am 22. Februar 1784 in Voigtstedt Maria Catharina Aurbach, die Tochter des dortigen Rittergutsbesitzers. Aus dieser Ehe gingen fünf Kinder hervor, von denen folgende vier den Vater überlebten: Marie Friederike Charlotte Kleemann (* 1785),    Auguste Karoline Marie Veronika Kleemann (* 1786), Carl Friedrich Gottlieb Kleemann (* 1787) und Carl August Wilhelm Kleemann (* 1789).